# Tres Guerreros
Los Tres Guerreros son un grupo de personajes ficticios que sirven como apoyo a los miembros del elenco en Thor, publicado por Marvel Comics. Los Tres Guerreros son los asgardianos Fandral, Hogun, y Volstagg. Aunque los personajes no son dioses de Asgard, son creaciones originales de Marvel Comics y no basados en personajes de la mitología nórdica.
Los Tres Guerreros han aparecido en varias adaptaciones de los medios de Thor, incluida la película Marvel Cinematic Universe de 2011, Thor, su secuela de 2013, Thor: The Dark World, y la secuela de 2017, Thor: Ragnarok.

## Historial de publicación
Fandral, Hogun y Volstagg aparecieron por primera vez en Journey into Mystery # 119 y fueron creados por Stan Lee y Jack Kirby. Primero se les conoce como los "Tres Guerreros", no en una historia, sino en la página de cartas de Thor # 244 (febrero de 1976).
Los Tres Guerreros fueron las estrellas en el número 30 de la serie de pruebas Marvel Spotlight. Aunque no dio lugar a que los personajes obtuvieran sus propias series, el tema orientado a la comedia se convirtió en uno de los favoritos de los fanáticos y ha sido citado por el escritor Len Wein como una de sus historias favoritas: "Fue una gran alegría escribir, y al final, la obra de arte del gran John Buscema no la dañó exactamente de ninguna manera".

## Biografía ficticia
Los Tres Guerreros han jugado un papel secundario en el título de Thor de Marvel desde finales de los años sesenta.
Desde hace algún tiempo, Volstagg fue el cobarde del grupo, saliendo exitoso con más suerte que habilidad. Ganó el valor con el tiempo y ahora más que nunca, es probable encontrarlo en el frente de batalla. Aparecieron por primera vez cuando van en una búsqueda con Thor y otros asgardianos para impedir el Ragnarok.
El trío tiene múltiples aventuras con su amigo Thor, como cuando lucharon contra el Hombre Termal. Por un tiempo, ellos buscan con él en el espacio exterior; una de sus aventuras consistía en salvar un mundo extraño de una ingenua bestia con tentáculos.
En la serie limitada Thor: Blood Oath, Thor y Los Tres Guerreros son enviados en una misión como penitencia por matar accidentalmente a un gigante enemigo durante un tiempo de paz. Aunque fallaron en su búsqueda, a través del uso de las capacidades únicas de cada guerrero, la aventura con el tiempo llega a buen fin.
El grupo está aliado con el grupo ligado a la tierra de los Nuevos Mutantes. Durante el primer viaje del mutante a Asgard, bebían y celebraron con Roberto da Costa (Sunspot). Durante la segunda visita del grupo, los Tres se encuentran con nuevos miembros del grupo y no encuentran creíble su historia del plan de Hela para matar a Odín. Los niños de Volstagg lo hacen y liberan al grupo, ayudándolos en su camino. Boom Boom, Warlock y el aliado del Nuevo Mutante, el príncipe lobo Hrimhari, rescatan a los Tres de las fatales atenciones de la Reina Ula y su colmena. El honor de Hrimhari es suficiente para convencer a los Tres y a la Reina Ula de unirse al intento de derrotar a Hela. Otros asgardianos se unen a la lucha y pronto, Odín se salva.
Cuando Bragi, el dios de la poesía, se había perdido en la selva de Asgard, un poco antes de que se debió a entretener en la celebración de mediados de verano del Todopoderoso Odín. Los Tres Guerreros enfrentaron múltiples problemas con el fin de rescatar al poeta y traerlo a casa.
Otro número de Fanfarria se centró en la esposa de Ulik El Troll. A pesar de los múltiples ataques de Ulik contra los asgardianos, su esposa siente que ella no tiene a donde ir cuando ella piensa que su marido está en problemas. Hogun no quiere tener nada que ver con ella, pero Volstagg lo convence para que al menos consulte con Fandral. La conclusión de la historia tiene a Ulik una vez más atacando.

### Ragnarok
Cuando el hermano malvado de Thor Loki, trajo el Ragnarök a Asgard, dos de los guerreros (Fandral y Hogun) fueron asesinados fuera de panel por una tormenta de flechas lanzada desde la cubierta de la nave voladora Naglfar. El tercero, Volstagg, sobrevivió y fue descubierto por Thor escondido dentro de una estatua, solo ahora demacrado y frágil. Sin embargo, seguiría luchando con el ejército que Thor había levantado, que incluía a Sif y Beta Ray Bill.
Ragnarok aparentemente destruyó a todos los de Asgard y todas las personas que residen allí, lo que dejaría a los tres miembros de Los Tres Guerreros fallecidos.

### Renacimiento
Thor ha resurgido en el Medio Oeste de los Estados Unidos de América y se ha comprometido a encontrar a Odín y todos los demás asgardianos, que se ocultan en forma humana en la Tierra. Después de encontrar a Heimdall, Thor descubre que Los Tres Guerreros habitan los cuerpos de tres guardias voluntarios para el campamento de refugiados Umeme Mungu en África. El trío son restaurados a sus verdaderas formas.
En Secret Invasion, Los Tres Guerreros son vitales para la victoria asgardiana sobre los Skrull. Son parte del esfuerzo de defensa cuando Norman Osborn lidera un ejército de villanos contra Asgard.
Después de que las maquinaciones de Loki para desterrar a Thor llegar a buen término, Los Tres Guerreros abandonan voluntariamente Asgard para vivir en el mundo de los mortales, regresando a Broxton, Oklahoma, para hacerse cargo del restaurante local abandonado por Bill. Junto con muchos otros héroes y dioses, asisten a la estela de Hércules, que había caído en la batalla. Esta reunión tiene lugar en el templo de Atenea en Grecia.
El trío son encontrados en su propia serie limitada. En el número tres, se encuentran con Lobo Fenris. Esta historia de fondo muestra a los Guerreros, primero formados en equipo como el dúo valeroso de Volstagg y Fandral, para superarse en tareas. Hogun era un intelectual tímido que fue a servir como observador imparcial.

## En otros medios

### Televisión
- Los Tres Guerreros aparecen en The Super Hero Squad Show episodio "Oh Hermano". Se los ve luchando contra el ejército de Loki y los villanos son prestados por el Doctor Doom. En "Organismo Mental Diseñado Sólo Para Besar", aparecen en una banda con Thor en el flashback de la Encantadora. En "Invasor de la Dimensión Oscura", son vistos en el mismo flashback, pero uno experimentado por Valquiria.
- Los Tres Guerreros aparecen en The Avengers: Earth's Mightiest Heroes episodios "el Poderoso Thor", "La caída de Asgard", y "Un día distinto a los demás".
- Aparecen también en Hulk and the Agents of S.M.A.S.H., episodio 19, "Por Asgard". Los Tres Guerreros fueron vistos ayudando a Thor a combatir los elfos oscuros, cuando los Agentes de S.M.A.S.H. llegaron. Cuando el ataque de los elfos oscuros en Asgard, los Tres Guerreros con ayuda a prevenir a los elfos oscuros que se apoderen de Asgard.
- Aparecen también en Guardians of the Galaxy, episodio 18, "La Guerra contra Asgard, Parte 1º: El Ataque del Rayo". Fandral y Hogun acompañan a Thor en la guerra contra Spartax, mientras que Volstagg permanece en Asgard y en el episodio 19, "La Guerra contra Asgard, Parte 2º: El Rescate", luchan contra el ejército Kree de Thanos, hasta que Thor le dice a Fandral y Hogun que regresen a Asgard en detener los planes de Loki.

### Películas
- Los Tres Guerreros fueron vistos en Hulk Vs Thor. Fueron derrotados fácilmente por el propio Hulk mientras era controlado por Loki. Fandral con la voz de Jonathan Holmes, Hogun con la voz de Paul Dobson, y Volstagg con la voz de Jay Brazeau.[15]
- Aparecen en el 2011 directo a video, Thor: Tales of Asgard. Fandral es la voz de Alistair Abell, Hogun es la voz de Paul Dobson y Volstagg es la voz de Brent Chapman.[16]
- Los Tres Guerreros aparecieron en la película de acción en vivo, Thor. Fandral fue interpretado por Joshua Dallas, Hogun fue interpretado por Tadanobu Asano y Volstagg fue interpretado por Ray Stevenson.[17][18]
- Los Tres Guerreros nuevamente aparecen en Thor: The Dark World, con Stevenson,[19] y Asano[20] repitiendo sus roles, mientras que Zachary Levi reemplaza a Dallas como Fandral.[21]
- Los Tres vuelven en Thor: Ragnarok, con los tres roles intactos.[22] Los tres son asesinados por Hela, la villana de la película.

### Videojuegos
- Los Tres Guerreros aparecen en Lego Marvel Super Heroes con Fandral con la voz de Troy Baker, Hogun con la voz de Andrew Kishino y Volstagg con la voz de Fred Tatasciore. Aparecen en el contenido descargable de Asgard.[23]
- Fandral, Hogun y Volstagg aparecen como personajes jugables en el juego de Facebook Marvel: Avengers Alliance.
- Fandral, Hogun y Volstagg aparecen como personajes jugables en Marvel: Future Fight.

### Cómics basados en películas
- En un cuento basado en la continuidad de las películas, los Tres Guerreros se vuelven contra Thor debido a un hechizo; Por ejemplo, Volstagg cree tontamente que Thor desea cenar y trata de matarlo a cambio.[24]

### Novelas
- Los Tres Guerreros aparecen en la trilogía Tales of Asgard, escrita por Keith RA DeCandido y publicada por Joe Books, y son las estrellas del Libro 3, Los Tres Guerreros de Marvel: Godhood's End (2017). Son personajes secundarios en el Libro 1, Marvel's Thor: Dueling with Giants (2015), y tanto Fandral como Volstagg desempeñan papeles secundarios en el Libro 2, Marvel's Sif : Incluso los dragones tienen sus finales (2016).

### Cómics que no son de Marvel
- En el cómic danés de Valhalla, Odín se encuentra con una versión de los Tres Guerreros, que resulta ser Thor, Loki y Balder disfrazados.[25]

## Edición recopilada
- Thor: The Warriors Three recopila Marvel Spotlight (1971) #30 y Marvel Fanfare (1982) #13, 34–37
- Warriors Three: Dog Day Afternoon reúne a Warriors Three #1–4, Tales to Astonish #101 e Incredible Hulk #102